# Stausee La Jarosa
Der Stausee La Jarosa (embalse de La Jarosa) wird auch als Talsperre La Jarosa (presa de La Jarosa) bezeichnet und befindet sich im Tal La Jarosa, das zur spanischen Gemeinde Guadarrama gehört. Er ist der kleinste Stausee in der Sierra de Guadarrama mit einem Fassungsvermögen von 7 Millionen Kubikmetern und einer Fläche von 55 Hektar. Der See ist von der Landstraße (M-614) aus zugänglich.

## Geschichte
Der Stausee La Jarosa wurde im Rahmen der spätfranquistischen Politik der Förderung wirtschaftlicher Großprojekte im Jahre 1968 angelegt. Hierfür bot sich eine Bodensenke an, in der das Dorf La Herrería lag, das damals schon seit zwei Jahrhunderten unbewohnt war. Die Überreste des Dorfes sind bei normalen Wasserständen nicht oder nur sehr undeutlich zu erkennen. Erst bei extrem niedrigem Wasserstand lässt sich das wüste Dorf zu Fuß erkunden und dabei der Turm der St. Macarius geweihten Dorfkirche in Augenschein nehmen.

## Merkmale des Stausees

### Geologie
Hauptsächlich finden sich in der Umgebung des Stausees hinter dem ufernahen Marschland Gesteinsformationen mit Granit, Gneis und Quarz. Vereinzelt kommen auch Biotit, Muskovit, Glimmer und Plagioklas vor.

### Fauna
Aufgrund der biotopischen Eigenschaften des Stausees gibt es dort eine große Tiervielfalt. 
Beispiele für wirbellose Tiere sind Steinfliegen oder der Falter Roter Apollo. Im See leben Fischarten wie Hecht, Forellenbarsch und Regenbogenforelle. Um und am Gewässer sind Reptilien wie die Schlingnatter und die Iberische Smaragdeidechse beheimatet, an Amphibien Messerfuß und Iberischer Wasserfrosch. An Vogelarten finden sich Uhu, Weißstorch und Amsel, an Säugetierarten unter anderen die Hausspitzmaus, Wildkaninchen, Eichhörnchen, Wildschwein und Rotfuchs. 

### Flora
In den umliegenden Kiefernwäldern sind drei Kiefernarten vertreten: See-Kiefer, Schwarzkiefer und Waldkiefer. Andere typische Pflanzen sind Lack-Zistrose, Rosmarin und Joch-Thymian. Entlang des Ufers finden sich Cornwall-Heide, Farne, Binsen, Eschen und Eichen.

### Hydrologie
Der Stausee La Jarosa wird durch zwei Staumauern erzeugt und fasst maximal 7 Millionen Kubikmeter, was allerdings selten erreicht wird, und wird von den Bachläufen Guatel, Jarosa und Cerradillas gespeist. Er bildet die einzige Wasserzufuhr für die umgebenden Gemeinden (neben Guadarrama auch Alpedrete und San Lorenzo de El Escorial).

## Weitere Nutzung

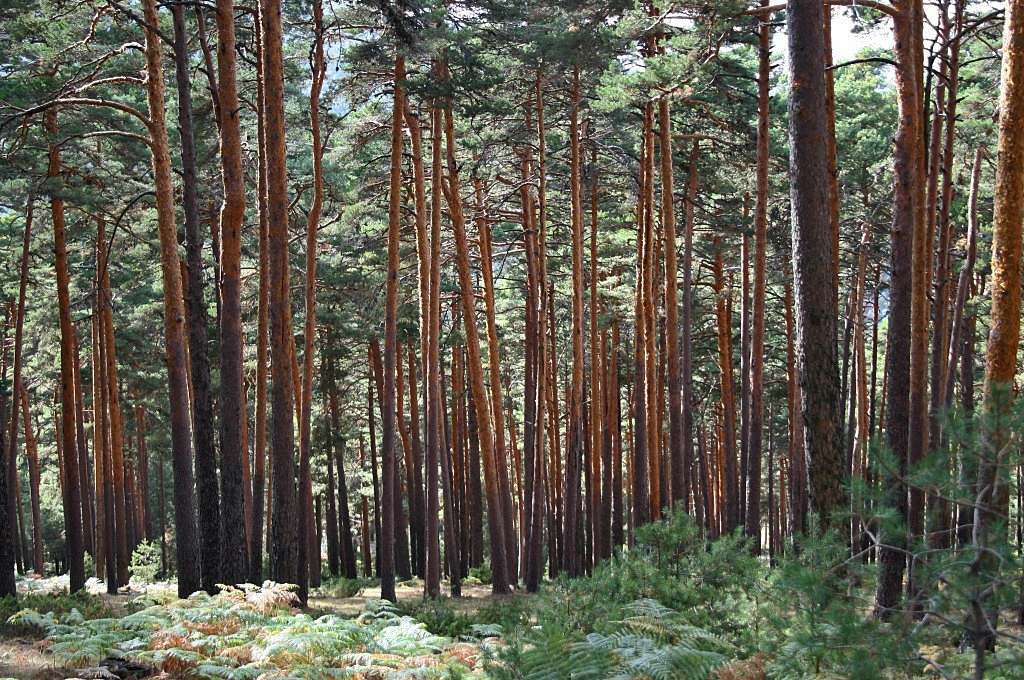
Kiefernwälder in der Umgebung des Stausees

La Jarosa wird inzwischen touristisch stark frequentiert, neben dem Naturerlebnis des Stausees auch wegen der Wanderrouten in der waldreichen Umgebung. Insgesamt 93 Hektar Land um den Stausee werden ebenfalls als La Jarosa bezeichnet. Das Madrider Naherholungsgebiet ist Teil des geplanten Nationalparks Guadarrama. Eine weitere wichtige Freizeitaktivität am Stausee ist das Angeln, weshalb der Bestand an Regenbogenforellen regelmäßig wieder aufgestockt wird, um die intensive Befischung auszugleichen. In letzter Zeit sind deshalb die Bestände an Forellen und Forellenbarschen deutlich zurückgegangen, während immer mehr Hechte zu finden sind. Um die Trinkwasserqualität des Sees sicherzustellen, sind dort Baden und andere Wassersportarten nicht erlaubt.